# Archanara striata
Archanara striata là một loài bướm đêm trong họ Noctuidae.